# Bűnbakképzés
A bűnbakképzés a pszichoanalitikus elmélet szerint olyan akaratlan gondolatok és érzések amelyek tudat alatt egy másik személyre kivetítődnek, így az a személy bűnbakja lesz a bűnbakképző saját problémáinak.
A fogalom kibővülhet egész csoportokra is, így a kiválasztott személy vagy csoport lesz a bűnbakja egy csoport bajainak. Más szavakkal egy másik személy okolása saját problémáinkért.